# Sneeuwwitte urnkorstzwam
De sneeuwwitte urnkorstzwam (Sistotrema coroniferum) is een schimmel die behoort tot de familie Hydnaceae. Hij leeft saprotroof op dood naaldhout in voedselarm naaldbos.

## Kenmerken

### Uiterlijke kenmerken
Het hymeniaal oppervlak is blauwachtig wit.

### Microscopische kenmerken
De gleocystidia staan verspreid, uitstekend voor het grootste deel van hun lengte, cilindrisch of licht taps toelopend, 28-80 × 5-8 µm. De parafysen zijn schaars, cilindrisch en meten 8-12 × 4-5 µm. De basidia zijn in volgroeide toestand elk met een opgeblazen en lang smal lichaam, urnvormig aan de toppen, 10-16 × 4,5-6 µm, met 4-6 (8) sporen. De sporen zijn glad, kleurloos en meten 4,5-5 × 2,5-3 µm.

## Verspreiding
In Nederland komt de sneeuwwitte urnkorstzwam vrij zeldzaam voor.